# Джонсон, Фрэнсис (баскетболист)
Фрэнсис Джонсон (англ. Francis Lee Johnson, 5 августа 1910, Хартфорд, Канзас — 18 апреля 1997, Честерфилд, Миссури) — американский баскетболист, участник летних Олимпийских игр 1936 года в Берлине, олимпийский чемпион.

## Биография
В начале 1930-х годов в университете Уичито Фрэнк Джонсон играл в футбол, баскетбол, занимался лёгкой атлетикой (прыжки с шестом, барьерный бег). После окончания университета в 1934 году он два года играл в баскетбольной лиге Ассоциации любительского спорта в команде Globe Refiners, выиграл национальный чемпионат и был членом олимпийской команды в 1936 году. Затем он сыграл ещё три года в Ассоциации любительского спорта, выиграв ещё один национальный титул в 1938 году с команда Healey Motors. Джонсон проработал большую часть своей жизни в компании Deere & Company, стал известным владельцем ранчо, где выращивал лошадей Апалуза. На его ранчо были выращены 15 национальных и мировых чемпионов.